# Строги природни резерват Стара Вратична
Строги природни резерват Стара Вратична се налази на територији општине Сремска Митровица и захтава површину од 10,30 хектара. 
У оквиру овог резервата могу се видети шуме храста лужњака, чија се старост процењује на преко 400 година. Данас овде постоји 222 стабла овог храста. У резервату је дозвољено обављати само научно-истраживачку делатност.